# Silak Kidir
Silak Kidir is een bestuurslaag in het regentschap Simalungun van de provincie Noord-Sumatra, Indonesië. Silak Kidir telt 2486 inwoners (volkstelling 2010).